# Ipatinga FC
Ipatinga Futebol Clube – brazylijski klub piłkarski z siedzibą w mieście Ipatinga, leżącym w stanie Minas Gerais.

## Osiągnięcia
- Mistrz stanu (Campeonato Mineiro): 2005
- Wicemistrz stanu (Campeonato Mineiro): 2002, 2006
- Puchar stanu (Taça Minas Gerais): 2004
- Trzecie miejsce w Copa do Brasil: 2006
- Wicemistrz Campeonato Brasileiro Série B: 2007
- Trzecie miejsce w Campeonato Brasileiro Série C: 2003, 2005, 2006

## Historia
Klub Ipatinga istnieje z inicjatywy przedsiębiorcy Itaira Machado (niegdyś sportowiec w klubach Atlético Mineiro i Cruzeiro EC, a obecnie sponsor klubu Social Futebol Clube z sąsiedniego miasta Coronel Fabriciano). Pomocą służyli mu w tym: Gercy Mathias (prezes amatorskiego klubu z pobliskiego miasta Novo Cruzeiro – Novo Cruzeiro Futebol Clube), Cosme Mattos (były sportowiec), doktor Rinaldo Campos Soares (prezes Sistema Usiminas), doktor Ronaldo Monteiro de Souza (prezes Usisaúde) oraz Francisco Carlos Delfino (znany powszechnie jako "Chico Ferramenta" – burmistrz miasta Ipatinga). Grupa ta 21 maja 1998 roku przekształciła amatorski dotąd klub Novo Cruzeiro Futebol Clube na zespół zawodowy, przeniosła jego siedzibę do miasta Ipatinga i zmieniła jego nazwę na Ipatinga Futebol Clube.
Po zmontowaniu drużyny złożonej z zawodowych piłkarzy zarządcy klubu zdecydowali o przystąpieniu do mistrzostw stanu. Debiut był bardzo udany – zespół w sezonie 1998 roku zajął drugie miejsce w drugiej lidze stanowej. Od momentu, gdy Ipatinga w 2000 roku zajął 4 miejsce w pierwszej lidze stanowej, klub ten znalazł się w grupie najsilniejszych zespołów stanu Minas Gerais.
W roku 2005 Ipatinga sensacyjnie zdobyła mistrzostwo stanu Minas Gerais (Campeonato Mineiro), którego liga należy do grona trzech najsilniejszych lig stanowych Brazylii (obok stanów São Paulo i Rio de Janeiro). Siłę zespołu w 2006 roku potwierdziły liczne sukcesy – wicemistrzostwo stanu, znakomita postawa w Copa do Brasil oraz trzecie miejsce w trzeciej lidze brazylijskiej (Campeonato Brasileiro Série C).

## Skład w 2007 roku
- Bramkarze
  - Rodrigo Posso Moreno
  - Thiago Braga de Souza
  - Frederico Luis Ladeira Campos
  - Thiago Passos
- Boczni obrońcy
  - Osvaldir Araújo Euzébio
  - Tiago da Silva Rannow
  - Mário Donizete Oliveira Ferreira
  - Yomisio Matos da Silva
  - Dykson David Soares Siqueira
- Obrońcy
  - Irineu Calixto Couto
  - Henrique Valle de Oliveira e Cruz
  - Rosalvo Antonio Johan Filho
  - Fabrício Vieira Mühlen
  - João Carlos dos Santos
  - Matheus Henrique do Carmo Lopes
- Pomocnicy
  - Paulo Benedito Bonifácio Maximiano
  - Leandro Salino do Carmo
  - Everton dos Santos Costa
  - Fabrício Cardoso Nazaré
  - Márcio Luis Marques Guimarães
  - Sandro Laurindo da Silva
  - Jaílton da Cruz Alves
  - Jessé Oliveira da Costa
  - Tiago Custódio de Abreu
  - Anderson Alves de Oliveira
  - Ednei Nascimento dos Santos
- Napastnicy
  - Josimar Rodrigues Souza Roberto
  - Cristian Luciano De Carvalho
  - Marcelo Fernando Domingues Rezende
  - Francisco Jaílson de Sousa
  - Paulo Francisco Zamaia Matias
  - Luiz Gustavo Viana
  - Diego da Silva